# Morten Madsen
Morten Madsen, född 16 januari 1987 i Rødovre, är en dansk professionell ishockeyspelare som spelar för Timrå IK i SHL. Han valdes 2005 som 122:e spelare totalt i NHL-draften av Minnesota Wild.
Madsen har tidigare spelat för Frölunda HC, Karlskrona HK och Modo Hockey i Elitserien. Från 2007 till 2009 spelade han för Houston Aeros i AHL.

## Klubbar
- Rødovre, 2002–03
- Frölunda HC 2003–2006
- Victoriaville Tigres, QMJHL, 2006–07
- Houston Aeros, AHL, 2007–2009
- Modo Hockey 2009–2013
- Hamburg Freezers, DEL, 2013–2016
- Karlskrona HK, 2016-2018
- Timrå IK, 2018-